# Morti nel 1986/Ottobre
| Questa pagina contiene informazioni ricavate automaticamente dalle voci biografiche con l'ausilio del template Bio e di un bot. L'aggiornamento è periodico e automatico e ricostruisce completamente la pagina. Se manca una persona in questa lista, sei pregato di non aggiungerla, ma accertati piuttosto che la sua voce biografica contenga il template Bio e che i dati anagrafici siano correttamente compilati. Se il template Bio manca, inseriscilo tu stesso o, in alternativa, metti l'avviso {{tmp\|Bio}} che ne segnala la mancanza. Se i dati riportati sono sbagliati, correggi direttamente la voce biografica; le modifiche saranno visibili in questa lista entro pochi giorni. Per chiarimenti vedi il progetto biografie. La lista contiene solo le 110 persone che sono citate nell'enciclopedia e per le quali è stato implementato correttamente il template Bio. Pagina aggiornata al 3 mar 2024. |

- 1º ottobre - Alberto Ghergo, politico italiano (n. 1915)
- 1º ottobre - John Potts, calciatore inglese (n. 1899)
- 1º ottobre - Manlio Sarra, pittore italiano (n. 1909)
- 2 ottobre - Jean Carmignac, presbitero e biblista francese (n. 1914)
- 3 ottobre - Bruno Innocenti, scultore italiano (n. 1906)
- 4 ottobre - Paolo Barsacchi, politico italiano (n. 1936)
- 4 ottobre - Arno von Lenski, generale tedesco (n. 1893)
- 4 ottobre - Lucio Mario Luzzatto, politico italiano (n. 1913)
- 4 ottobre - Valentín Sabate, pallanuotista spagnolo (n. 1921)
- 5 ottobre - Diego Angulo Íñiguez, storico dell'arte spagnolo (n. 1901)
- 5 ottobre - Stefano Terra, scrittore, giornalista e poeta italiano (n. 1917)
- 5 ottobre - James H. Wilkinson, matematico britannico (n. 1919)
- 5 ottobre - Hal B. Wallis, produttore cinematografico statunitense (n. 1899)
- 6 ottobre - Marie-Hélène Arnaud, modella e attrice francese (n. 1934)
- 6 ottobre - Loris Gizzi, attore italiano (n. 1899)
- 6 ottobre - Aleksandr Kaljužnyj, ballerino cecoslovacco (n. 1923)
- 6 ottobre - David Rubinoff, violinista russo (n. 1897)
- 7 ottobre - André Berry, scrittore francese (n. 1902)
- 7 ottobre - Claudio Domino,  italiano (n. 1975)
- 7 ottobre - Liu Bocheng, generale e politico cinese (n. 1892)
- 7 ottobre - Paul Tournier, medico e scrittore svizzero (n. 1898)
- 8 ottobre - Shadi Abdel Salam, regista, sceneggiatore e scenografo egiziano (n. 1930)
- 8 ottobre - Mario Bertolazzi, direttore d'orchestra e compositore italiano (n. 1918)
- 8 ottobre - Megumu Tamura, calciatore giapponese (n. 1927)
- 9 ottobre - Vasile Patilineț, politico rumeno (n. 1923)
- 9 ottobre - Harald Reinl, regista tedesco (n. 1908)
- 10 ottobre - Han Drijver, hockeista su prato olandese (n. 1927)
- 10 ottobre - Rusty Lane, attore statunitense (n. 1899)
- 10 ottobre - Michele Pellegrino, cardinale, arcivescovo cattolico e letterato italiano (n. 1903)
- 10 ottobre - Gleb Wataghin, fisico russo (n. 1899)
- 11 ottobre - Georges Dumézil, storico delle religioni, linguista e filologo francese (n. 1898)
- 11 ottobre - David Hand, animatore, regista e produttore cinematografico statunitense (n. 1900)
- 11 ottobre - Paul Rudolf Henning, architetto tedesco (n. 1886)
- 11 ottobre - Boris Leven, scenografo russo (n. 1908)
- 11 ottobre - Gigetta Morano, attrice italiana (n. 1887)
- 12 ottobre - Mikuláš Huba, attore slovacco (n. 1919)
- 12 ottobre - Franco Pironi, calciatore italiano (n. 1898)
- 13 ottobre - Stefano Di Bonaventura, militare italiano (n. 1966)
- 13 ottobre - Frédéric Lansac, regista francese (n. 1942)
- 14 ottobre - Milovan Ćirić, allenatore di calcio e calciatore jugoslavo (n. 1918)
- 14 ottobre - Umberto Delle Fave, politico italiano (n. 1912)
- 14 ottobre - Jean Gautheroux, calciatore francese (n. 1909)
- 14 ottobre - Spec O'Donnell, attore statunitense (n. 1911)
- 14 ottobre - Barry Salvage, allenatore di calcio e calciatore inglese (n. 1948)
- 14 ottobre - Keenan Wynn, attore statunitense (n. 1916)
- 14 ottobre - Bilal Xhaferri, scrittore albanese (n. 1935)
- 15 ottobre - Beppe Levrero, pittore italiano (n. 1901)
- 15 ottobre - Umberto Lombardini, calciatore italiano (n. 1920)
- 15 ottobre - Jacqueline Roque, artista francese (n. 1926)
- 16 ottobre - Arthur Grumiaux, violinista belga (n. 1921)
- 16 ottobre - Giovanni Invernizzi, canottiere italiano (n. 1926)
- 16 ottobre - Jesús María Pérez, cestista spagnolo (n. 1930)
- 16 ottobre - Sandro Puppo, allenatore di calcio e calciatore italiano (n. 1918)
- 16 ottobre - Carlo Romei, sindacalista e politico italiano (n. 1924)
- 16 ottobre - Ted Sagar, calciatore inglese (n. 1910)
- 16 ottobre - Iolanda Margherita di Savoia, principessa italiana (n. 1901)
- 17 ottobre - Boris Arkad'ev, calciatore e allenatore di calcio sovietico (n. 1899)
- 17 ottobre - Amalia Miotti, politica italiana (n. 1916)
- 17 ottobre - Leah Rhodes, costumista statunitense (n. 1902)
- 17 ottobre - Zhang Ping, attore cinese (n. 1917)
- 18 ottobre - Sverre Haugli, pattinatore di velocità su ghiaccio norvegese (n. 1925)
- 18 ottobre - Giuseppe Ramazzotti, zoologo italiano (n. 1898)
- 18 ottobre - Xing Weining, cestista cinese
- 19 ottobre - Alfred Bauer, giurista e storico del cinema tedesco (n. 1911)
- 19 ottobre - Donatello D'Orazio, giornalista e scrittore italiano (n. 1896)
- 19 ottobre - Oldřich Lipský, regista e sceneggiatore ceco (n. 1924)
- 19 ottobre - Samora Machel, politico, rivoluzionario e militare mozambicano (n. 1933)
- 20 ottobre - Angela Basarocco, religiosa italiana (n. 1914)
- 20 ottobre - Fritz Hochwälder, scrittore e drammaturgo austriaco (n. 1911)
- 20 ottobre - Alain Moineau, ciclista su strada francese (n. 1928)
- 20 ottobre - Tadao Uesako, ginnasta giapponese (n. 1926)
- 21 ottobre - Theodor Busse, generale tedesco (n. 1897)
- 21 ottobre - Stanis Dessy, pittore, incisore e scultore italiano (n. 1900)
- 21 ottobre - Augusta Holtz, supercentenaria tedesca (n. 1871)
- 21 ottobre - Nicola Mosso, architetto italiano (n. 1899)
- 21 ottobre - Vittorio Tracuzzi, cestista e allenatore di pallacanestro italiano (n. 1923)
- 22 ottobre - Salvatore Ferrara, politico italiano (n. 1924)
- 22 ottobre - Peter Marshall, attore cinematografico britannico (n. 1957)
- 22 ottobre - Salvatore Totò Rizzo, giornalista e scrittore italiano (n. 1936)
- 22 ottobre - Karl Hugo Schmölz, fotografo tedesco (n. 1917)
- 22 ottobre - Albert Szent-Györgyi, scienziato ungherese (n. 1893)
- 22 ottobre - Bernard Joseph Topel, vescovo cattolico e matematico statunitense (n. 1903)
- 22 ottobre - Ye Jianying, politico e generale cinese (n. 1897)
- 23 ottobre - Edward Adelbert Doisy, biochimico statunitense (n. 1893)
- 24 ottobre - Carlo Brizzolara, scrittore e giornalista italiano (n. 1911)
- 24 ottobre - Luca Cicolella, giornalista e scrittore italiano (n. 1924)
- 24 ottobre - Enric Margall, cestista spagnolo (n. 1944)
- 24 ottobre - Aligi Onniboni, avvocato, enigmista e politico italiano (n. 1906)
- 25 ottobre - Guillermo Eizaguirre, allenatore di calcio e calciatore spagnolo (n. 1909)
- 25 ottobre - Joseph B. Johnson, politico svedese (n. 1893)
- 25 ottobre - Gino Mattarelli, politico italiano (n. 1921)
- 25 ottobre - Forrest Tucker, attore statunitense (n. 1919)
- 26 ottobre - Arne Andersen, calciatore norvegese (n. 1900)
- 26 ottobre - Lawrence Fertig, giornalista, economista e pubblicitario statunitense (n. 1898)
- 26 ottobre - Gilda Pansiotti, pittrice italiana (n. 1891)
- 26 ottobre - Jackson Scholz, velocista statunitense (n. 1897)
- 27 ottobre - Alfred Au, calciatore tedesco (n. 1898)
- 27 ottobre - Alberigo Crocetta, produttore discografico e imprenditore italiano (n. 1925)
- 28 ottobre - John Braine, scrittore britannico (n. 1922)
- 28 ottobre - Ian Marter, attore e scrittore britannico (n. 1944)
- 29 ottobre - Raffaele Rossini, calciatore e allenatore di calcio italiano (n. 1912)
- 29 ottobre - Harry Voigt, velocista tedesco (n. 1913)
- 30 ottobre - Guido Lelli, ciclista su strada italiano (n. 1921)
- 30 ottobre - Abel Meeropol, scrittore e insegnante statunitense (n. 1903)
- 30 ottobre - Ernst Poertgen, calciatore tedesco (n. 1912)
- 31 ottobre - Hendrik Hubert Frehen, vescovo cattolico olandese (n. 1917)
- 31 ottobre - Bob Hardisty, calciatore inglese (n. 1921)
- 31 ottobre - Robert Mulliken, fisico e chimico statunitense (n. 1896)
- 31 ottobre - Bruno Snell, grecista e filologo classico tedesco (n. 1896)
- 31 ottobre - Félicien Vervaecke, ciclista su strada belga (n. 1907)